# Joaquín García Labella
Joaquín García Labella (Granada, 10 d'abril de 1905 - 25 d'agost de 1936) va ser un polític, jurista i catedràtic universitari espanyol, executat víctima de la repressió del bàndol nacional durant la Guerra Civil.
Llicenciat en dret per la Universitat de Granada amb premi extraordinari, va marxar a França on va completar estudis amb els juristes Léon Duguit i Roger Bonnard i en el Regne Unit en la London School of Economics. El 1926 es doctorà en la Universitat Central de Madrid, accedint per oposició a una plaça de catedràtic de dret administratiu a l'any següent. La seva primera destinació va ser la Universitat de Santiago de Compostel·la, que per edat va haver de compatibilitzar amb la prestació del servei militar obligatori. Va sofrir la repressió de la dictadura de Primo de Rivera quan la majoria de la universitats van alçar la seva veu contra el règim. Es va traslladar després a la Universitat de Salamanca, com a catedràtic de dret polític, compatibilitzant el seu treball amb el de magistrat de l'Audiència Provincial en la sala contenciosa administrativa. Per permuta amb José María Gil-Robles y Quiñones es va establir definitivament a la universitat granadina.
Amb la proclamació de la República després de les eleccions municipals de 1931, va ser nomenat governador civil de La Corunya (fins a juny del mateix any). Incorporat a Acció Republicana primer i a Izquierda Republicana després, el 1932 va ocupar el govern civil de Cadis i a l'any següent el de Sevilla. El 1933 va ocupar durant un temps el càrrec de director general d'Administració Local, retirant-se de la política activa per reincorporar-se a la càtedra granadina, si bé va romandre com a assessor jurídic a l'ajuntament de Granada.
Després del triomf a Granada del cop d'estat de juliol del 36, que donaria origen a la Guerra Civil, va ser detingut acusat d'amagar armes a l'ajuntament. Conscient dels afusellaments en el cementiri de Granada que se succeïen sense interrupció, va escriure una carta de súplica al capità revoltat José Nestarés Cuellas, en la qual s'oferia per combatre en el bàndol franquista, abjurava de les seves idees i amistats i abraçava la religió catòlica. Va ser alliberat i deixat a càrrec de Nestarés que mantenia una unitat paramilitar a Víznar, i Labella va ser ingressat en "La Colònia", una espècie de presó privada de Nestarés on humiliava a Labella obligant-lo a portar un mandil que l'identificava com a membre de la maçoneria. En les cartes que va poder dirigir a la seva família, Labella assenyalava que se l'obligava a cavar les fosses dels afusellats. Després, vestit de falangista, Nestarés el va incorporar a la seva unitat. Durant un acte religiós el 15 d'agost, García Labella va ser reconegut per un tinent coronel que es va dirigir al governador militar queixant-se que estigués lliure i viu. Poc després se li va comunicar el trasllat a Granada enganyant-lo en dir-li que anava a passar uns dies visitant a la seva dona i la seva filla, però no fou així, fou jutjat de manera sumària i afusellat en el cementiri de San José al costat d'uns altres 37 presos.